# HD109350
HD109350 — хімічно пекулярна зоря спектрального класу A1, що має видиму зоряну величину в смузі V приблизно  8,0.
Вона  розташована на відстані близько 507,2 світлових років від Сонця.